# オリキュン
オリキュンは、2006年10月18日から2007年9月12日まで放送されていたフジテレビジョン制作のバラエティ番組。

## 内容
2006年10月、深夜番組として放送開始（関東地方では水曜25:58 - 26:28にて放送）。冠レギュラー番組を獲得した若手芸人の最速出世記録として話題になった。
2007年1月17日より、打ち切りとなった『ワンナイR&R』の後継として異例の抜擢を受け『水10!』枠に昇格した。
当初2回は『水10!』後半枠（22:26 - 22:54）での放送だった。1月31日より『ココリコミラクルタイプ』と入れ替わる形で『水10!』前半枠（22:00 - 22:26）に時間が変更された。その他単独スペシャルも放映された。
開始当初は「胸キュン」をコンセプトに、毎回オリエンタルラジオが体を張ったロケ企画を行い、その映像を見ながらゲストと「胸キュン」に関するトークを展開する。最後にはゲストが中田と藤森のどちらに「胸キュン」したかを判定してもらい、選ばれた方にはゲストのサインが贈られる。
スタジオトーク収録は「ヨシモト∞」（オリエンタルラジオがMCを担当）が放送されている「ヨシモト∞ホール」（東京都渋谷区）で隔週日曜日に行われており、「ヨシモト∞」の観覧者とフジテレビクラブの会員から観覧者を募っていた（2006年11月からは番組ホームページからも募集）。
2007年4月4日の『水10!SP』よりハイビジョン制作となった。
2007年5月からは「ヨシモト∞ホール」でのスタジオ収録はなくなり、「胸キュン学園」の部活動として行われる様々な企画を放送するのみとなった（その声はナレーターの真地勇志が務める）。

### 視聴率
3月までの視聴率は1桁台に低迷した。2007年4月25日初めて「オリキュン」単独の「水10!SP」が放映されるが、視聴率は9.9%であった。
2007年9月12日に、最終回をむかえた。その内容は、グランドおばチャンピオン大会とプリンスアイスワールド出演(下述)であった。

## 放送時間
| 期間       | 期間       | 放送時間（JST）                                                                       |
| ---------- | ---------- | ------------------------------------------------------------------------------------- |
| 2006.10.18 | 2006.12.20 | 水曜日25:58 - 26:28（30分）                                                           |
| 2007.1.17  | 2007.9.12  | 水曜日22:26 - 22:54（28分）→ 水曜日22:00 - 22:26（26分）→ 水曜日22:26 - 22:54（28分） |

## 主な企画
番組の初期は基本的に、ゲストを迎え、「胸キュンリクエスト!」や「胸キュンオリチューブ」を始めとするコーナーを中田と藤森が紹介し、ゲストがどちらかが胸キュンをさせたのかを判定する形だった。企画内で胸キュンしたシーンとなると画面下にあるハートに矢が刺さり「KYUN」と出る。5月からは、日本のどこかにあるといわれている「胸キュン学園」の様々な部活動を胸キュン学園・校長が紹介するという形になった。

### 初期
胸キュンリクエスト!
視聴者から寄せられた「胸キュン」なシーンを、それにまつわる曲に載せて、中田と藤森のどちらかがドラマ仕立てで再現する。だがその内容は「高所の窓にサッカーボールをゴールインさせる」など無理のあるもので、ドラマの大半の撮影はそこまで時間はかからないが、その「胸キュン」なシーンを成功させるためにTake100を超えることが大抵となり、ロケ時間が間に合わなく失敗のままで終わった回もあった。
ニュー☆キスマ☆パラダイス
中田と藤森が、待ち行く女性に突然「キスをさせてほしい」と頼み、様々な状況下でキスをしているシーンを撮影する事に挑戦する。タイトルは映画「ニュー・シネマ・パラダイス」と「キス魔」をかけている。
胸キュン家庭教師
慶應義塾大学経済学部卒業の中田と、明治大学政治経済学部卒業の藤森という高学歴の二人のどちらかが一日家庭教師として、中高生に対しテスト勉強指導や恋愛相談などに応じ、スタジオでテストの成績発表を行うもの。
胸キュンオリチューブ
様々なテーマに沿って、視聴者から寄せられたカメラ付き携帯電話で撮影された映像を紹介、最優秀作品には賞金3万円が贈られる。コーナータイトルはYouTubeに由来。但し綴りは「OriTubu」。
Orikyun Music Faker
不定期放送。中田、藤森の二人(どちらか一人の場合もあり)が、人気ミュージシャンのモノマネに挑戦し、パロディPVを発表。恒例として最後にはタライが落ちる、座っていた椅子が壊れる、大量の水が降ってくるなどのベタなコントオチで締められる。VJはマーティ・フリードマン。
東京ガールズコレクション出演
2007年4月4日放送。女装した藤森がSHIKKO（「慎吾」と「IKKO」をかけたもの）という名前で東京ガールズコレクションのミスコンテストに出場。女装したとは思えないほどの姿であったが、中田が自己紹介があることを全く知らず最終的に焦った慎吾のカミングアウトにより自爆に終わった。しかしこの企画からSHIKKO絡みの企画がいろいろ生まれることとなる。

### リニューアル以後
ヲタ芸部
知名度の低いマイナー歌謡アイドルを招き、部長のアッキー（中田）と副部長のフジもりン（藤森）が出演アイドルのアキバ系オタクファンと共に熱いオタ芸パフォーマンスを披露するコーナー。ステージ横にはDJが居て名前は「石丸DENKI」（東京・秋葉原にあるアイドルイベントが多数開催されることで有名な家電量販店「石丸電気」から命名）。桜川ひめこ、野水伊織、桜井聖良等が登場。番組の最後に放送される事が多かった。
芸能調査部FBI
FBI捜査官のコードネーム：アックス（中田）&シグナル（藤森）が、ゲストの秘密を得意の武勇伝ネタ（キャラの都合上若干カタコト）で容赦なく、ぶった斬るコーナー。また披露したネタに関する真偽を問いただし、真相を解明していく。
なりきりドラマ部　花男愛好会
オリエンタルラジオの二人とゲストである大沢あかねが、TBS系ドラマの「花より男子」をパロディしたコーナー。タイトルは「花より男GO!」。中田が扮する花沢V、藤森が扮する道明Z司と大沢あかねが扮する牧野つくしが主演を務める。さらに、ドラマでも同役を務めたデビット伊東が道明Z財閥・会長秘書の西田を演じた。オープニングはアイドルグループ「嵐」の曲「Love so sweet」を短縮したもの。第二回のオープニングでは巨大団子が花沢Vと道明Zにあたり、花沢Vのズボンが裂けた。左下画面に胸キュン拍数があり、その場面でどのくらいドキドキしたかを五つ星（正確にはハート）で表す。主に「Running　クッキー」をメインとしている。つくしのつくったクッキーを花沢Vと道明Zのどちらかが食べられるかを競う設定。ルールはベルトコンベアの上を走りながら、三十秒以内に四つのクッキーを食べればクリア。但し、クッキーを1つ食べる度にベルトコンベアが早くなる。失敗すると、ベルトコンベアが動き出し、熱湯の入ったプールに落ちる。（第二回の放送では温度を3℃アップした）どちらかがクリアするまでやる。
コレまでの達成者
第一回:道明Z
第二回:安田（転校生・ボビー・オロゴン）
ヤング検定部083
中田扮するカリスマショップ809店員Atsuと、藤森扮するShinが司会を行うクイズコーナー。毎回、3人の女性芸能人にヤングの流行に関するクイズ（説明によると「若者なら100人中100人が知ってる」となっている）を出題。回答はケータイで送信し、不正解者は回答者席にある「オバボタン」を自ら押し、森高千里の「私がオバさんになっても」のBGMに乗って上昇する（二回目ではボタンの感度がアップしているらしく、Atsu曰く『オバサンが少しでも触れると反応する』）。3問間違えるとスタジオ上部に用意されたバーゲンセールのセットに到達し「オバサン」に認定されてしまい、本当のオバサンに「若ぶってんじゃないわよ!」等の暴言を言われる。その挙句にスタジオ全員から「〜オバサン」と呼ばれる。スタジオには女子高生などの若い女性たちと柳原可奈子も出演しており、不正解者が出るたびに柳原が皮肉を言うのが定番となっている。そして、解答者は答えをメールで送信している間、時々Atsuが柳原可奈子と踊り、会場が盛り上がる。（特に、解答者の誰かがオバサンになるリーチの時にAtsuと柳原可奈子が一緒に踊る。）また、オバサンリーチが複数以上出るとshinが「○○オバサンリーチ、○○オバリーッ!!（注：二人でダブル、全員でトリプル）」とコールするのも決まりとなっている。
2007年6月20日の放送で、中澤裕子の発言からコレまでの認定者による「グランドおばチャンピオン大会」を開催するかもしれないとAtsuが発言していたが2007年9月12日の1時間スペシャルで「本当に」実現する事が決まった。
オバサン認定者（グランドおばチャンピオン大会参加決定者）
初代オバサン認定者・千秋
2代目オバサン認定者・さとう珠緒
3代目オバサン認定者・友近
4代目オバサン認定者・中澤裕子、夏川純
5代目オバサン認定者・森下千里、安めぐみ
6代目オバサン認定者・千野志麻
7代目オバサン認定者・MEGUMI
8代目オバサン認定者・矢口真里
中澤裕子と夏川純は6月20日放送分で、森下千里と安めぐみは7月4日放送分で2人同時にオバサン認定者となった。
グランドおばチャンピオン大会
初代オバサン認定者・千秋
2代目オバサン認定者・さとう珠緒
3代目オバサン認定者・友近
また特別ルールとして、全員が不正解だった場合は、おばボタンを押さないシステムが導入された。
グランドおばチャンピオン大会優勝者は、3代目オバサン認定者・友近に決定した。
コーナーの補足
1. ↑  083とはオバサンを意味するアナグラム数字である。
2. ↑  809とはヤングを意味するアナグラム数字である。

和製英語部　パイレーツ オブ イングリッシュ
ジョニー・デップ主演の映画パイレーツ・オブ・カリビアンをゲーム式パロディしたコーナー。中田扮するウィル・ナカタと藤森扮するシンゴ・スパロウがエリザベースを巡って対決。2人がゲストと2人組となり交代で者の名前の書かれた宝箱1個ずつ選び、英語を選べばセーフ、和製英語を選ぶとミスとなり、2回和製英語を選ぶと呪われてしまい罰ゲームとしてスライムの詰まった壺に入れられる。

## レギュラー
総合司会
- オリエンタルラジオ

コーナーレギュラー
- 大沢あかね、デビット伊東（「なりきりドラマ部 花男同好会」のみ）
- 柳原可奈子（「ヤング検定部083」のみ）
- ジョジィ（「和製英語部　パイレーツ オブ イングリッシュ」、「モデル部」出題・正解ＶＴＲ)

進行アナウンサー
- 松尾翠（初期から様々なコーナーで出演）

## 過去ゲスト
- 諸星和己
- 香椎由宇
- 伊藤由奈
- 鈴木えみ
- 森泉
- 岩城滉一
- リア・ディゾン
- 沢村一樹
- 榮倉奈々
- 藤井リナ
- 菅野美穂

### 花より男GO
- ボビー・オロゴン

### 芸能界高偏差値王座決定戦
- 湯浅卓

### ヲタ芸部
- 桜川ひめこ
- 野水伊織
- ピュアロマンス
- ゆめ★たまご
- 桜井聖良

### ヤング検定部083
- 千秋
- 坂下千里子
- 西川史子
- 藤崎奈々子
- 友近
- さとう珠緒
- はしのえみ
- 眞鍋かをり
- 雛形あきこ
- 中澤裕子
- 夏川純
- まちゃまちゃ
- 森下千里
- 安めぐみ
- 中野美奈子
- 千野志麻
- 佐藤里佳
- 井上和香
- 熊田曜子
- MEGUMI
- ほしのあき
- 矢口真里
- Reina

### 芸能調査部FBI
- ウエンツ瑛士
- 杉田かおる
- デヴィ・スカルノ
- オーランド・ブルーム
- 吉川晃司
- 高田純次
- 神田うの
- パンツェッタ・ジローラモ
- 野沢直子
- 久本雅美

## スタッフ
- 構成：鈴木おさむ、桜井慎一、小杉四駆郎、板坂尚、水野宗徳
- ナレーション：日髙のり子（初期メイン。現在はタイトルコールのみ）、真地勇志、諏訪部順一（リニューアル後）ほか

真地は「胸キュン学園校長」の声も兼任。この他、「和製英語部」のコーナーでは滝口順平がナレーションを担当。
- TD：佐々木信一
- SW：寺本和美
- CAM：石井友幸
- VE：高垣俊宏、川崎淳
- AUD：近藤崇宏、斉藤哲史
- LD：佐藤博樹（FLT）
- CG：田中秀幸（フレイムグラフィックス）、岡本英士
- 美術制作：井上明裕
- 美術進行：中村秀美
- 大道具：那須野清
- アクリル装飾：児玉希生
- 電飾；田中信太郎
- 特殊装置：青木紀和
- 装飾：林成利
- 衣装：浅見彰
- メイク：松本吉枝
- 編集：島田一浩、高城明宏（共にPIPEDOG）
- MA：八木恵美子（TDKコア）
- 音響効果：石川一宏・井上尚昭（共にTSP）
- 技術協力：共同テレビジョン、TDKコア、FLT
- 制作協力：シブヤ∞ホール
- TK：水越理恵
- デスク：田中優子
- AP：木月洋介（フジテレビ）
- FD：川瀬貴裕
- ディレクター：中澤智有、松村耕平、吉田昌平（吉本興業）、飯村徹郎（フジテレビ）、岡田純一（オイコーポレーション）、大久保崇（NET WEB）
- 演出：清水泰貴（フジテレビ）
- プロデューサー：石井浩二（フジテレビ）、奥井剛平（吉本興業）、辻村たろう（NET WEB）
- 制作：フジテレビバラエティ制作センター
- 制作著作：フジテレビ

## ネット局
斜字表記の局は深夜番組時代からのネット局。これらの中には「水10!」枠昇格後も深夜番組時代の放送分を平行して放送している局もある。しかし、番組の前半・後半のいずれの放送になるかは不明。
| 放送対象地域       | 放送局                          | 放送曜日及び放送時間                                           |
| ------------------ | ------------------------------- | -------------------------------------------------------------- |
| 北海道             | 北海道文化放送（uhb）           | 水曜日 22:00 - 22:54                                           |
| 青森県             | 青森テレビ（ATV）               | 水曜日 24:30 - 25:25（14日前にフジテレビジョンが放送したもの） |
| 岩手県             | 岩手めんこいテレビ（mit）       | 水曜日 22:00 - 22:54                                           |
| 宮城県             | 仙台放送（OX）                  | 水曜日 22:00 - 22:54                                           |
| 秋田県             | 秋田テレビ（AKT）               | 水曜日 22:00 - 22:54                                           |
| 山形県             | さくらんぼテレビジョン（SAY）   | 水曜日 22:00 - 22:54                                           |
| 福島県             | 福島テレビ（FTV）               | 水曜日 22:00 - 22:54                                           |
| 関東広域圏・山梨県 | フジテレビジョン（CX）          | 水曜日 22:00 - 22:54                                           |
| 新潟県             | 新潟総合テレビ（NST）           | 水曜日 22:00 - 22:54                                           |
| 長野県             | 長野放送（NBS）                 | 水曜日 22:00 - 22:54                                           |
| 静岡県             | テレビ静岡（SUT）               | 水曜日 22:00 - 22:54                                           |
| 富山県             | 富山テレビ放送（BBT）           | 水曜日 22:00 - 22:54                                           |
| 石川県             | 石川テレビ放送（ITC）           | 水曜日 22:00 - 22:54                                           |
| 福井県             | 福井テレビジョン放送（FTB）     | 水曜日 22:00 - 22:54                                           |
| 中京広域圏         | 東海テレビ放送（THK）           | 水曜日 22:00 - 22:54                                           |
| 近畿広域圏・徳島県 | 関西テレビ放送（KTV）           | 水曜日 22:00 - 22:54                                           |
| 島根県・鳥取県     | 山陰中央テレビジョン放送（TSK） | 水曜日 22:00 - 22:54                                           |
| 岡山県・香川県     | 岡山放送（OHK）                 | 水曜日 22:00 - 22:54                                           |
| 広島県             | テレビ新広島（tss）             | 水曜日 22:00 - 22:54                                           |
| 愛媛県             | テレビ愛媛（EBC）               | 水曜日 22:00 - 22:54                                           |
| 高知県             | 高知さんさんテレビ（KSS）       | 水曜日 22:00 - 22:54                                           |
| 山口県             | テレビ山口（TYS）               | 水曜日 24:25 - 25:20（42日前にフジテレビジョンが放送したもの） |
| 福岡県             | テレビ西日本（TNC）             | 水曜日 22:00 - 22:54                                           |
| 佐賀県             | サガテレビ（sts）               | 水曜日 22:00 - 22:54                                           |
| 長崎県             | テレビ長崎（KTN）               | 水曜日 22:00 - 22:54                                           |
| 大分県             | テレビ大分（TOS）               | 水曜日 14:05 - 15:00（42日前にフジテレビジョンが放送したもの） |
| 熊本県             | テレビ熊本（TKU）               | 水曜日 22:00 - 22:54                                           |
| 宮崎県             | テレビ宮崎（UMK）               | 水曜日 22:00 - 22:54                                           |
| 鹿児島県           | 鹿児島テレビ放送（KTS）         | 水曜日 22:00 - 22:54                                           |
| 沖縄県             | 沖縄テレビ放送（OTV）           | 水曜日 22:00 - 22:54                                           |